# Сетхатхиратх II
Сеттахират II, также называемый Онг Ло и Сай Онг Хюэ (1685—1730) — последний король Лансанга (1700—1707) и первый король Вьентьяна (1707—1730). Внук великого правителя Сулиявонгсы. Во вьетнамских записях его звали Триу Фук (朝 福).

## Биографиия
Большую часть своих ранних лет он провел в качестве принца королевского дома в изгнании в Хюэ (ныне во Вьетнаме). Его отец, принц Сом Фу, бежал во Вьетнам после того, как дворяне поставили его младшего брата (дядю Сеттатирата II) Сулиявонгса королем Лансанга. После смерти короля Сулиявонгсы в 1694 году на королевский престол взошел первый министр по имени Тиан Тала. В течение шести месяцев Тиан Тала был свергнут.
В 1698 году Сеттатират II напал на Вьентьян, столицу Лансанга. С 1696 года правителем был Нан Тарат, губернатор Сикхоттабонга, и с помощью вьетнамских войск Сеттахират II сверг короля Нан Тарата, который был казнен, и захватил город. В 1700 году он провозгласил себя королем под именем Сетатират II, а в 1705 году перевез Будду Прабанг, священную религиозную статую и символ королевской власти, из Луангпхабанга во Вьентьян.
Затем Сеттатират II послал своего брата забрать северный город Луангпхабанг у своего двоюродного брата принца Китсарата (или Китсарата), внука короля Сулиявонгсы, который отказался признать его власть. Китсарат просит помощи у сиамского короля и получает независимость от Лансанга, создавая Королевство Луангпхрабанг и превращая Лансанг в Королевство Вьентьян.
В 1713 году другой внук Сулиявонгса, принц Нокасат Сонг или Нокасад, увидел возможность отколоться от Лансанга на юге, а также получил независимость от Сиама для образования Королевства Тямпасак, которое еще больше разделило Лаосское королевство.
У короля Сетатирата II было трое сыновей и одна дочь.
Король Сеттатират II умер в 1730 году, после чего престол Вьентьяна занял его старший сын Онг Лонг.